# Lucy Bronzeová
Lucia Roberta Tough Bronzeová MBE (* 28. října 1991) je anglická fotbalistka, která hraje jako obránkyně za Chelsea a anglickou reprezentaci. Před přestupem do Chelsea hrála za Sunderland, Everton, Liverpool, Lyon, Manchester City a Barcelonu. Pětkrát vyhrála Ligu mistrů, třikrát s Lyonem a dvakrát s Barcelonou, čtyřikrát Women's Super League (nejvyšší anglickou soutěž), s Liverpoolem, Manchesterem City a Chelsea. S anglickou reprezentací vyhrála Mistrovství Evropy 2022 a Mistrovství Evropy 2025. 
Od roku 2013, kdy se konalo mistrovství Evropy, se zúčastnila všech významných reprezentačních turnajů. V roce 2018 byla poprvé kapitánkou reprezentace. V letech 2014 a 2017 vyhrála PFA Women's Players' Player of the Year.
V roce 2020 byla jmenována nejlepší hráčkou FIFA. Časopis Men in Blazers ji zařadil mezi 100 nejlepších fotbalistů (mužů i žen) všech dob.